# NHK广播电视中心

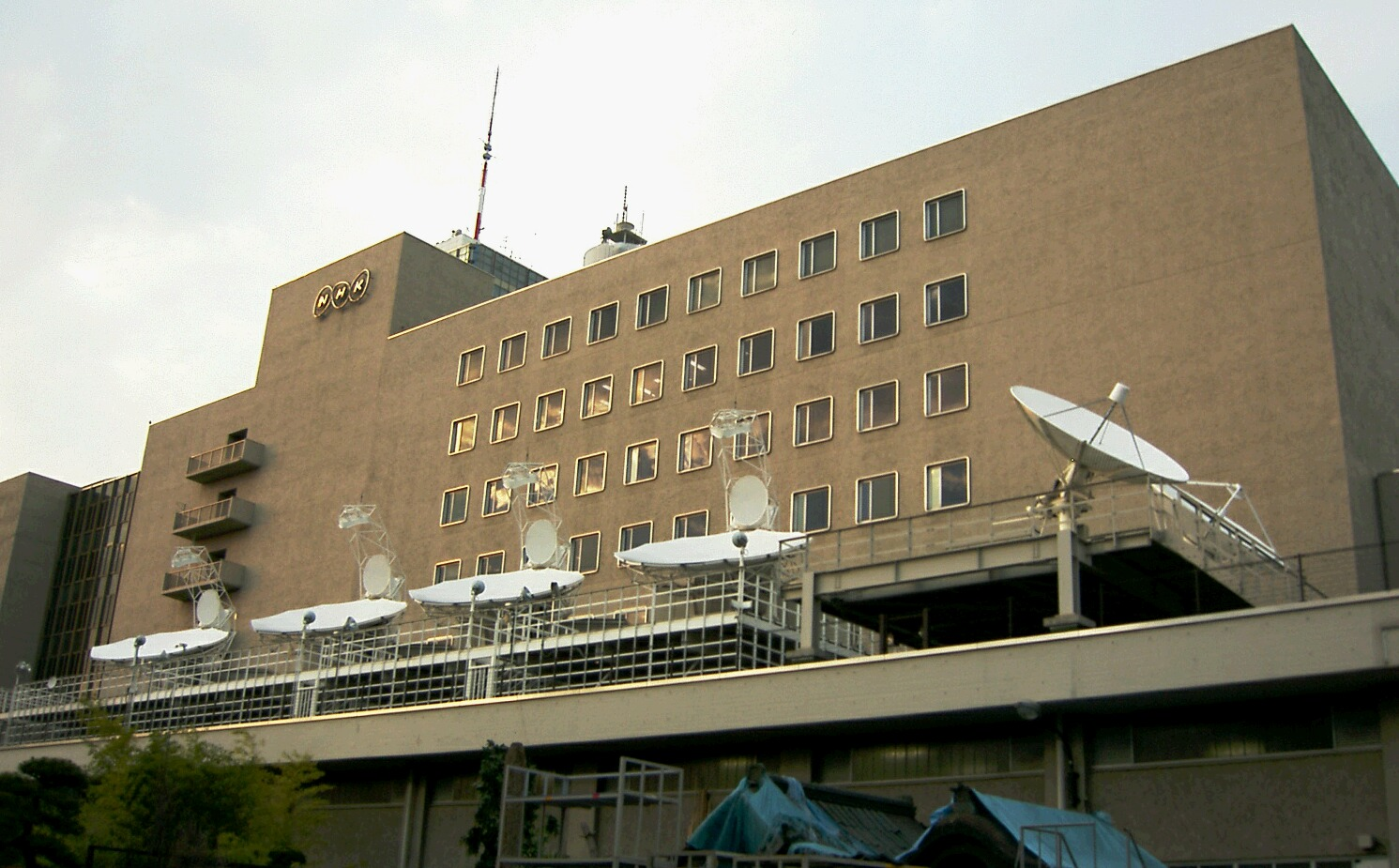
NHK广播电视中心西側的BS（廣播衛星）類比電視訊號專用碟型天線（攝於2007年6月23日）

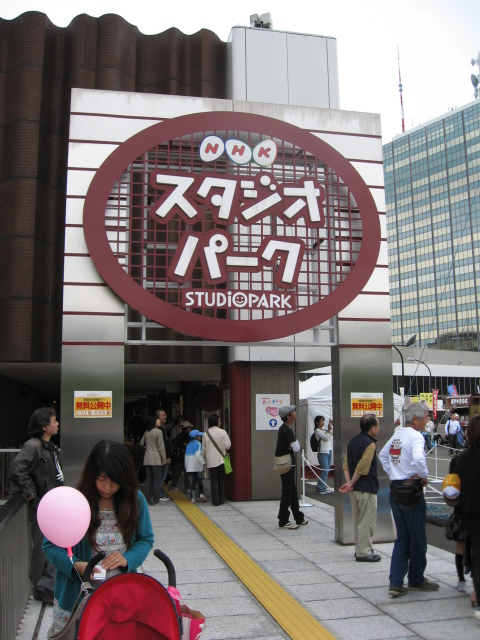
NHK攝影棚園區入口（攝於2008年5月5日）

NHK广播电视中心（日语：／ enu-eichi-kei hōsō sentā */?），简称NHK广电中心，中文媒体又译为NHK放送中心，是日本广播协会（NHK）的總部所在地，位於東京都澀谷區的神南，鄰近國立代代木競技場及代代木公園。1964年啟用，最早做為該年東京奧運的國際廣播中心使用，經過擴建之後，NHK總部在1973年從東京內幸町的東京放送會館轉移至此。NHK的大部分節目均在此製作，肩負NHK總台的職責（含電台及電視廣播）。
2020年起，日本广播协会在NHK广播电视中心内设立「首都圈局」（／ shutoken kyoku），功能等同于NHK各地广播电视台（又译放送局），是負責NHK對首都圈各項業務的地区据点台。其廣播區域為關東廣域圈（數位綜合頻道不含茨城縣、栃木县及群马县）。

## 设施
NHK广播电视中心的建地內共有6棟建築（包含NHK音樂廳），除了主要功能的廣播製播設施外，亦附設數個設施：
- NHK攝影棚公園

1995年3月22日開幕，為面向听众、观众與一般民眾的廣播體驗設施。2020年5月11日閉館。
- NHK音樂廳

1973年6月20日開館，為東京著名表演廳之一。毎年跨年夜現場直播的NHK紅白歌會在此舉行。
- 中國中央電視台、韓國广播公司、澳大利亞廣播公司等海外公共媒體與國營媒體機構的駐日站點也在NHK广播电视中心內。

由於NHK广播电视中心使用時間近半世紀，為了因應耐震、節能與災害應對上的需求，同時強化自身做為世界領先媒體機構的地位，NHK在2016年8月30日發表改建基本計畫，將以設計及施工統包的方式改建NHK音樂廳以外的所有建築，預計在2020年東京奧運結束後分階段動工、2025年部分啟用、2036年全部完工。

## 广播电视呼号及频率

### 广播频率
- NHK东京第一套广播（JOAK）：AM 594kHz（不含离岛地区）[註 2]，FM 82.6MHz（父岛、母岛）；
- NHK东京第二套广播（JOAB）：AM 693kHz（不含离岛地区）[註 2]，FM 84.6MHz（父岛、母岛）；
- NHK东京调频广播（JOAK-FM）：FM 82.5MHz（不含离岛地区）、77.5MHz（新岛）、82.9MHz（八丈岛）、79.6MHz（父岛、母岛）。

### 电视频道
- NHK东京综合频道（JOAK-DTV）：选台号码1；
- NHK东京教育频道（JOAB-DTV）：选台号码2。

## 播报员

### 东京主播室
该办公室的正式名称为“媒体总局主播办公室”。
- EA：执行播报员，SA：高级播报员，CA：首席播报员

#### 公司总经理
- 高桥美铃（日语：髙橋美鈴）（媒体局主播室主任）

#### 男性
- 古谷敏郎（日语：古谷敏郎）（EA）
- 冨坂和男（日语：冨坂和男）（SA）
- 池田达郎（日语：池田達郎）（SA）
- 里匠（日语：里匠）（CA）
- 野村优夫（日语：野村優夫）（CA）
- 小寺康雄（日语：小寺康雄）（副部長）
- 富永祯彦（日语：富永禎彦）（副部長）
- 滑川和男（日语：滑川和男）（SA）
- 高木康博（日语：高木康博）（副部長）
- 盐屋纪克
- 杉泽僚（日语：杉澤僚）（副部長）
- 后藤理（CA）
- 佐藤洋之（日语：佐藤洋之）
- 兽根优（日语：曽根優）
- 井上二郎（日语：井上二郎）（CA）
- 太田雅英（日语：太田雅英）
- 宫田贵行
- 佐藤龙文（SA）
- 冢本贵之（日语：塚本貴之）
- 糸井羊司
- 近藤泰郎（日语：近藤泰郎）
- 平野哲史（日语：平野哲史）（副部長）
- 横井健吉（SA）
- 盐泽大辅（副部長）
- 德永圭一（SA）
- 大槻隆行（日语：大槻隆行）
- 片山智彦（日语：片山智彦）
- 高井正智
- 吉田一贵（日语：吉田一貴）（副部長）
- 小泽康乔
- 谷口慎一郎
- 泷川刚史（日语：瀧川剛史）
- 芳贺健太郎
- 打越裕树
- 越冢优
- 佐藤俊吉（日语：佐藤俊吉）
- 三条雅幸
- 田所拓也
- 田中逸人
- 山田大树
- 濑田宙大
- 利根川真也（日语：利根川真也）
- 清水敬亮（日语：清水敬亮）
- 狩野史长
- 二宮直輝（日语：二宫直辉）
- 早坂隆信（日语：早坂隆信）
- 伊藤海彦（日语：伊藤海彦）
- 角谷直也（日语：角谷直也）
- 胜吕恭佑
- 铃木遥
- 八田知大（日语：八田知大）
- 西阪太志
- 宫崎庆大
- 今井翔马
- 金子峻（日语：金子峻）
- 池间昌人
- 渡边健太
- 大川悠介（日语：大川悠介）
- 西川典孝（日语：西川典孝）
- 浅井理（日语：浅井理）
- 安藤佳祐（日语：安藤佳祐）
- 志贺隼哉
- 藤重博贵
- 江原啓一郎
- 押尾骏吾
- 佐佐木芳史（日语：佐々木芳史）
- 竹野大辉
- 霍尔科姆杰克和马（日语：ホルコムジャック和馬）
- 矢崎智之
- 伊原弘将（日语：伊原弘将）

#### 女性
- 伊东敏惠（CA）
- 村上由利子（日语：村上由利子）（CA）
- 安部美智子
- 碕野佑子
- 小林千惠
- 首藤奈知子
- 井上朝日
- 鈴木奈穗子
- 广濑智美
- 杉浦友纪
- 渡边佐和子
- 片山千惠子
- 寺门亚衣子
- 池田伸子
- 牛田茉友
- 合原明子（日语：合原明子）
- 桑子真帆
- 和久田麻由子（產假中）
- 赤木野野花
- 井田香菜子（日语：井田香菜子）（產假中）
- 上原光纪（日语：上原光紀）
- 泽田彩香
- 保里小百合（日语：保里小百合）
- 中山果奈
- 林田理沙（日语：林田理沙）
- 星麻琴（日语：星麻琴）
- 副岛萌生
- 庭木櫻子（日语：庭木樱子）
- 畠山衣美（日语：畠山衣美）
- 森下绘理香
- 浅野里香（日语：浅野里香）（產假中）
- 佐藤步美
- 中川安奈（日语：中川安奈 (アナウンサー)）
- 是永千惠
- 森田茉里惠（日语：森田茉里恵）
- 山内泉（日语：山内泉）
- 安藤结衣
- 丰岛实季
- 野口葵衣（日语：野口葵衣）
- 宫崎梓
- 吉冈真央
- 浅田春奈（日语：浅田春奈）
- 荒木樱（日语：荒木さくら）
- 川口由梨香
- 大谷舞风
- 菅谷铃夏
- 后藤佑季

#### 合约职

##### 男性
- 福泽浩行（日语：福澤浩行）
- 森中直树（日语：森中直樹）
- 杉原满（日语：杉原満）
- 政野光伯（日语：政野光伯）

#### 合同职（过去）

##### 男性
- 秋山浩志（日语：秋山浩志）
- 藤井康夫（日语：藤井康夫）

### 项目中心
- 中谷文彦（日语：中谷文彦）（副主任）
- 真下贵（EA）

### 首都圈局内容中心契约
- 井上朋子
- 角田京子
- 胜田真季
- 上条麻里奈
- 佐伯桃子
- 清水明花
- 菅野真美惠
- 竹泽知位子
- 田中里香
- 内藤真纪
- 西村美月
- 松尾衣里子
- 森园有里

## 外部鏈結
- NHK首都圈放送中心（页面存档备份，存于）
- NHK音樂廳（页面存档备份，存于）